# Skimmer
Skimmer (von engl. skim – abschöpfen) sind Geräte zum Entfernen von Öl und anderen aufschwimmenden Verunreinigungen von Wasseroberflächen. Sie werden beispielsweise in der industriellen Prozesstechnik zur Aufbereitung von Kühlschmierstoffen und zur Abtrennung von Ölen bei der Abwasserbehandlung oder in künstlich angelegten Seen, Gartenteichen oder Schwimmbecken und sonstigen Flüssigkeitsbehältern eingesetzt. Außerdem werden sie bei Ölunfällen zur Bekämpfung auf Gewässern verwendet.
Staub, Blätter, Öl oder sonstige Verschmutzungen führen dazu, dass das Teich-/Seewasser mit zu vielen Nährstoffen von außen angereichert und somit veralgt und trübe wird. Ein Skimmer in einem Teich oder See beugt diesem Prozess vor und lässt erst gar nicht zu, dass die Oberflächenverunreinigung das Wasser eintrübt. In größer angelegten Gewässern wird eine entsprechend größere Anzahl von Absaugstellen eingebaut. Skimmer können auch benutzt werden, um zum Beispiel Kühlwasser von auf der Oberfläche schwimmenden Fremdölen zu reinigen.

## Bauarten nach Funktionsprinzip
Man unterscheidet generell zwei Prinzipien: Adhäsionsskimmer (Haftprinzip) und Überlaufskimmer (Schwerkraftprinzip). Die Antriebe können elektrisch, pneumatisch oder hydraulisch sein.

### Adhäsionsskimmer

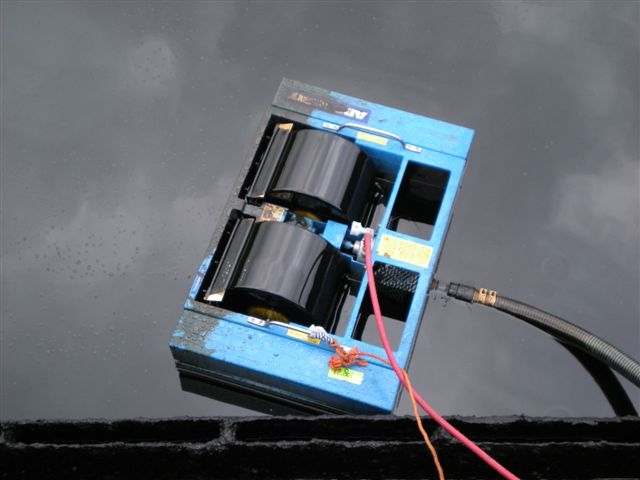
Trommelskimmer

Zu den Adhäsionsskimmern gehören Röhrenskimmer, Trommelskimmer, Bandskimmer, Schlauchskimmer, Scheibenskimmer, Bürstenskimmer, Mopskimmer.
Das Adhäsionsprinzip erreicht eine hohe Ölaufnahmeeffizienz im Verhältnis zum mitgezogenen Wasser, weil das Wasser größtenteils zurückbleibt, während das Öl an den aufnehmenden Oberflächen haftet und abgestreift werden kann. Je dünner die Ölschicht auf dem Wasser und je dünnflüssiger das Öl ist, desto effizienter ist der Adhäsionsskimmer.
Ein Nachteil der Adhäsionsskimmer ist ihre Anfälligkeit gegen ankommendes Treibgut (Blätter, Kraut, Zweige), wenn dieses nicht vorher durch einen Treibgutseparator aufgenommen wird. Treibgut verhindert je nach Menge den Kontakt des Öls mit dem Öl aufnehmenden Teil des Skimmers (Röhre, Trommel, Band usw.).

### Überlaufskimmer

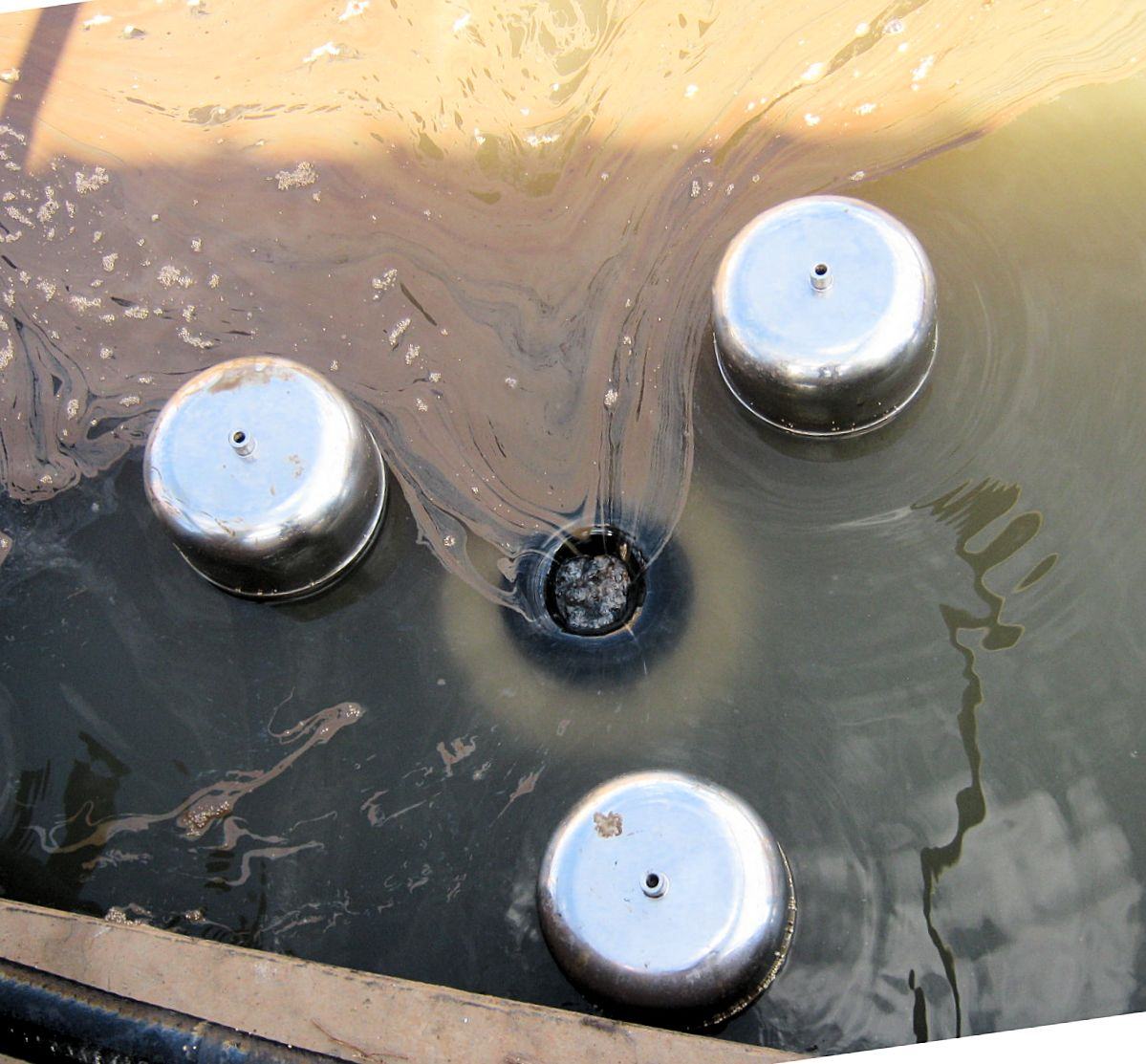
Wehrskimmer

Zu den Überlaufskimmern gehören Wehrskimmer und Rohrskimmer. Der Rohrskimmer besteht aus einem senkrecht ins Wasser eingebauten Rohr mit großem Durchmesser, zur Wasseroberfläche noch größer/weiter werdend; über eine Rohrverbindung an eine Saugpumpe angeschlossen, vor der ein Grobschmutzfilter (Sieb) angebracht ist.
Beim Einlaufskimmer wird dagegen sehr viel Wasser mitgeschöpft, weil die Überlaufkante des Skimmers (Wehr) nicht auf so geringem Schwankungsniveau auf der Wasseroberfläche gehalten werden kann und das Wasser selbst eine gewisse Oberflächenspannung hat, die mit dem Öl über das Wehr hinüberfließt. Daher ist meistens eine Nachseparation im externen Sammeltank notwendig.
Überlaufskimmer sind gegen ankommendes kleineres Treibgut im Vorteil. Da der Wassereinlauf verhältnismäßig hoch ist, zieht dieser auch kleineres Treibgut mit über die Wehrkante, das von der Saugpumpe in der Regel weiter transportiert werden kann. Größeres Treibgut stört die Pumpe allerdings ebenso.

## Ölskimmer

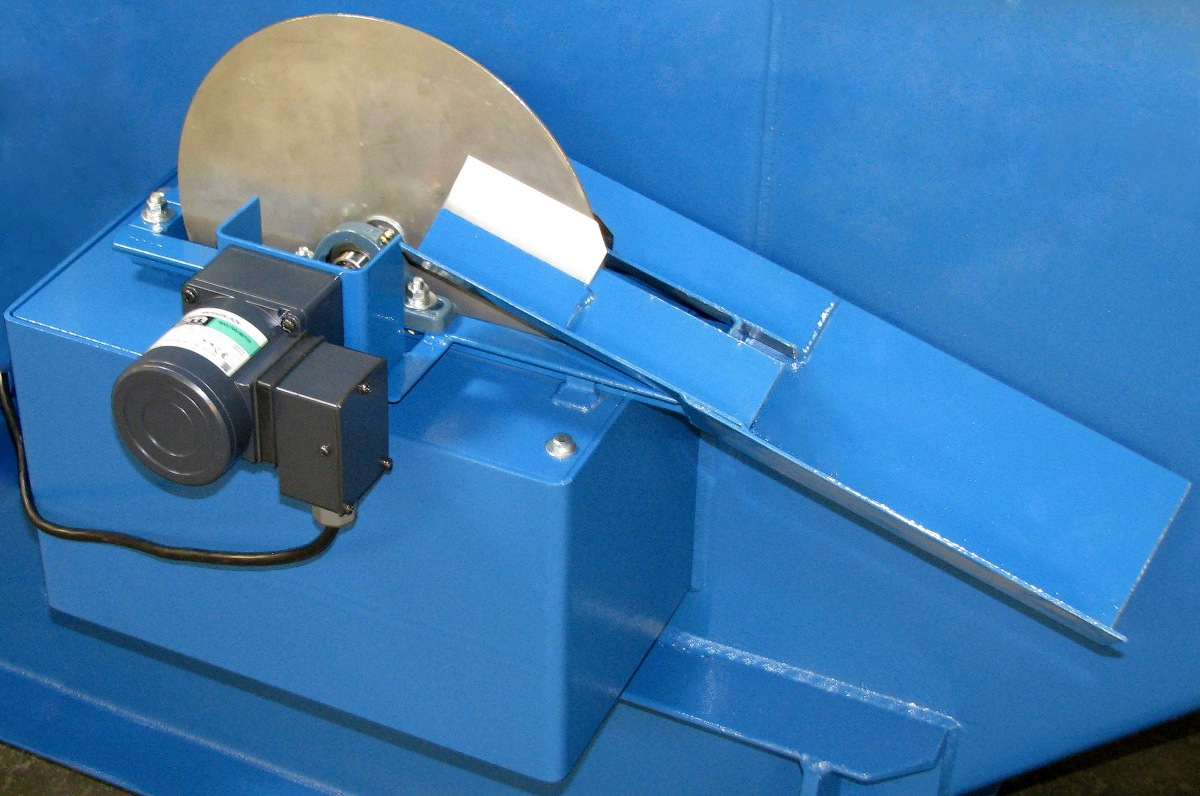
Scheibenskimmer

Skimmer können auch mit einem endlosen Schlauch ausgeführt werden, an dem das Öl kleben bleibt. Der Schlauch treibt an der Oberfläche und entfernt so aufschwimmende Öle und Fette von Flüssigkeitsoberflächen mittels eines Mitnehmers. Dieser sammelt das Öl oder Fett von der Oberfläche und wird durch Abstreifer im Gerät gereinigt. Das entfernte Öl oder Fett wird dann in einem separaten Behälter gesammelt. Vorwiegend gibt es drei Bauformen.
1. Schlauchskimmer: Hier wird die Mitnahme über einen aufschwimmenden Endlosschlauch realisiert. Der Vorteil: Über die variable Schlauchlänge können auch große Becken gut gereinigt werden. Nachteil: Für kleine und kleinste Becken nicht geeignet.
2. Bandskimmer: Der Öl-/Fettaustrag erfolgt über ein Endlosband. Sehr gut geeignet für mittlere und kleine Becken. Nachteil: Ein hoher Schmutz- oder Feststoffanteil führt zu vorzeitigem Verschleiß.
3. Scheibenskimmer: Von der Baugröße dem Bandskimmer ähnlich, wobei der Austrag durch eine Scheibe erfolgt. Vorteil: Schmutzunempfindlicher als Bandskimmer. Nachteil: Nur für kleine Becken geeignet.
4. Flotatskimmer: Die aufgestiegenen Schmutzpartikel einer Flotation werden mit Hilfe eines Flotatskimmers (auch Flotaträumer genannt) auf der Wasseroberfläche abgezogen. Dieser Skimmertyp ist auch für große Becken, zum Beispiel 100 m², geeignet.

## Einsatz zur Bekämpfung von Ölunfällen

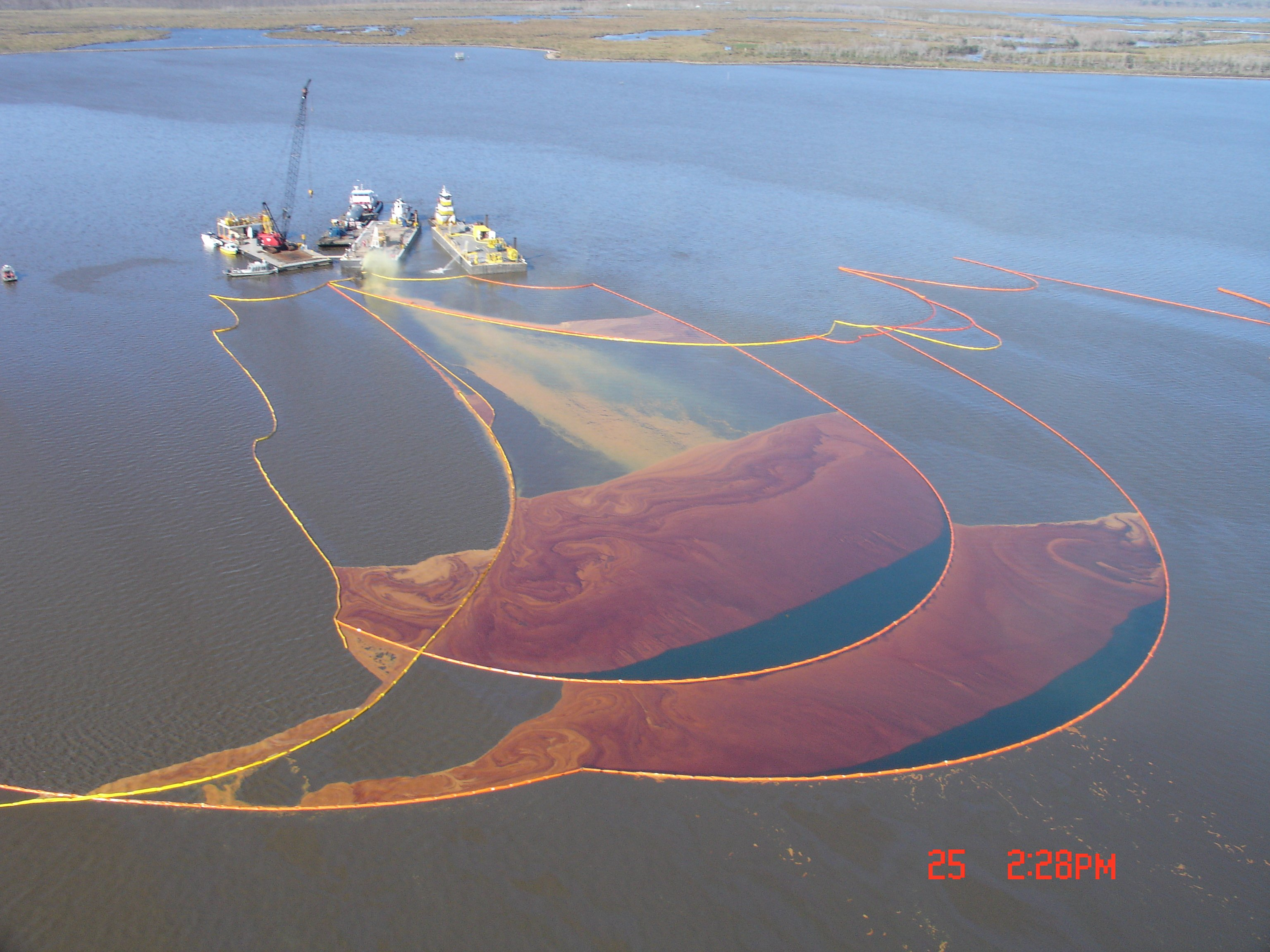
Ölskimmer

Bei Großunfällen mit viel Öl auf kleinen Wasserflächen, wo sich dicke Schichten bilden können, kann ein Überlaufskimmer auch dicke Schichten ohne oder mit geringem Wasseranteil aufnehmen, während ein Adhäsionsskimmer auf eine gewisse Schichtdicke begrenzt bleibt.
Da solche Ereignisse aber sehr selten sind und die meisten Ölunfälle auf Gewässern und Ölseparationsbecken nur eine dünne Schichtdicke Öl hervorbringen, ist der Adhäsionsskimmer meist das effizientere Gerät.
Dies gilt auch unter dem Gesichtspunkt der Kostenersparnis, weil weniger Wasser im Sammeltank weniger Entsorgungskosten bedeutet.
Die meisten Skimmer entfernen das Öl nicht nur vom Wasser, sondern pumpen es auch weiter in Sammelvorrichtungen (Tanks), in denen nachsepariert werden kann oder die der Entsorgung sofort zugeführt werden.